# Víctor Peña
Víctor Manuel Peña Espinoza (Huancayo, Perú, 14 de octubre de 1987) es un futbolista peruano, jugador extremo derecho y su equipo actual es León FC de Amarilis de la Copa Perú.
Inició su trayectoria en las categorías juveniles del Club Deportivo Ingeniería y de Academia Huancayo. Tras sus años en las juveniles, fichó en 2005 con la Asociación Deportiva Tarma, también en la temporada siguiente con el Sport Águila donde ganó dos ligas, distrital y provincial respectivamente, y fue subcampeón de la Copa Perú.
Debido a su gran rendimiento fue fichado por el Club Sport Áncash en 2008, donde logró disputar su primer torneo internacional: La Copa Sudamericana. En la temporada siguiente, fichó con el Club Social Deportivo León de Huánuco, donde estuvo cinco temporadas y anotó nueve goles en 156 partidos. En 2015 fichó con el Club Sport Huancayo, donde jugó durante cinco temporadas, anotando 16 goles en 199 partidos. En 2021 fichó con el Club Alianza Universidad de Huánuco como refuerzo por una temporada; sin embargo, no tuvo muchas oportunidades de jugar en el equipo, y un 20 de octubre perdió la categoría.

## Carrera en clubes

### Inicios y primeros clubes
Peña se formó en el Deportivo Ingeniería (2004-2005), en el que jugó desde los 15 años y disputó la etapa nacional de la Copa Perú. En 2006 fichó con el ADT Tarma, donde fue subcampeón de la Liga Provincial de Tarma, además, durante esa temporada estuvo bajo la batuta de Delia López Sueldo, hija del expresidente Ricardo López Otero, quien en 1979 llevó el equipo a la liga profesional. En 2007 pasó libre al Club Sport Águila, donde ganó la Liga Provincial de Huancayo, la Liga Distrital de Huancan y fue subcampeón de la Copa Perú. En 2008 fichó con el Club Sport Ancash y debutó el 17 de agosto en el torneo Clausura, donde jugó 20 minutos ante César Vallejo. Luego disputó la Copa Sudamericana ante el Club Deportivo Ñublense el 16 de septiembre del 2008 por la vuelta de la primera ronda, entrando por Ronaille Calheira al minuto 51. En ese partido participó de la goleada 4-0, que hasta la actualidad es el mejor resultado obtenido en campeonatos internacionales por el Ancash.

### Club León de Huánuco
En 2009 su valor creció a 100 mil dólares y a comienzos del 2010 fue traspasado libre al CD León de Huánuco, donde debutó de titular ante Alianza Lima, jugando 74 minutos y siendo reemplazado por Luis García. El 25 de abril anotó un gol en la victoria 1−0 ante FBC Melgar donde fue titular y al ser expulsado por recibir dos tarjetas amarillas no pudo jugar el siguiente partido ante Alianza Atlético. El 30 de mayo anotó un gol ante Alianza Lima en la derrota 4−3 donde recibió una amarilla. El 3 de julio del 2010 dio una asistencia a Luis Perea en el empate 1−1 ante el Colegio Nacional Iquitos. En el torneo descentralizado del 11 de septiembre hizo su debut ante Sport Huancayo donde empató 0−0. El 26 de septiembre anotó un gol en la victoria 2−1 ante Cienciano de visitante. El 16 de octubre participó en la victoria 3−1 ante Melgar, donde dio dos asistencias, una a Luis Perea para el 1−0 y otra a Gianfranco Espinoza para el 3−1. El 31 de octubre dio una asistencia a Carlos Zegarra después de un centro en la victoria 2−0 ante Sport Huancayo. Su equipo terminó segundo en la tabla con 56 puntos detrás de la Universidad San Martín que tenía 64 unidades. Ambos equipos jugaron la final de los play-offs en donde Peña fue titular en los dos encuentros (ida y vuelta), que dejó un resultado global de 3−1 para la San Martín. En total, jugó 41 partidos en toda la temporada, anotó 3 goles y dio 4 asistencias.
En la temporada 2011 debutó en el Torneo Descentralizado el 12 de febrero ante Inti Gas que terminó con derrota 1−0. Su equipo en la temporada anterior había clasificado a la Libertadores donde conformó el Grupo B y debutó el 17 de febrero ante el Junior con derrota 2−1. El 23 de febrero dio una asistencia a Carlos Zegarra para que anote el único gol del partido y sería la única victoria de su equipo en la fase de grupos ante Oriente Petrolero. El 22 de mayo, debutó en el descentralizado ante Cienciano donde su equipo ganó 4−0. Se reencontró con el gol el 6 de noviembre ante Alianza Lima al anotar 2 goles y a la vez fue amonestado en el minuto 18 por la celebración. Su equipo terminó sexto en la tabla con 46 puntos, en zona de Copa Sudamericana y jugó 34 partidos, anotó 3 goles y dio 1 asistencia.
En la temporada 2012 debutó como titular en la segunda fecha ante Inti Gas cuando su equipo ganó 1−0. El 1 de agosto del 2012 debutó en la Copa Sudamericana ante Deportivo Quito en Ecuador donde su equipo perdió 1−0, y el 23 de agosto jugó la vuelta de la primera ronda en la derrota de local 3−2. Además, fue amonestado en el minuto 58. El resultado global fue derrota 4−2. Su equipo terminó octavo en la tabla con 40 puntos y jugó 9 partidos sin goles ni asistencias.
En la temporada 2013 compitió en el Torneo Descentralizado ante Inti Gas en una derrota 2−0. El 2 de junio recibió una falta en el minuto 87, que generó un penal ejecutado por Carlos Solís para el 3−0 ante Pacífico FC. Su equipo terminó sexto en el Descentralizado con 45 puntos. El 31 de agosto debutó en la Liguilla A contra la San Martín donde su equipo perdió 1−0. El 16 de noviembre anotó su primer gol de la temporada ante Cienciano por la fecha 12 en un empate 1−1. Su equipo terminó cuarto en la tabla con 11 puntos en la Liguilla A donde anotó 1 gol. Víctor Peña jugó 33 partidos, anotó 1 gol y dio 1 asistencia en toda la temporada. 
En la temporada 2014 debutó el 23 de febrero en el Torneo de verano ante Sporting Cristal de titular cuando su equipo perdió 3−0. El 18 de mayo anotó su primer gol en la última fecha del torneo ante Unión Comercio y su equipo ganó 4−3, en ese partido fue amonestado en el minuto 73. El 7 de junio debutó en el Torneo Apertura como titular ante Real Garcilaso con derrota a su equipo 3−1. El 26 de julio dio una asistencia ante Cienciano en el empate de su equipo 2−2. El 24 de agosto volvió a asistir, esta vez ante Universitario de Deportes y su equipo ganó 2−1, fue amonestado en el minuto 86. Para el torneo Clausura debutó el 6 de septiembre en el empate de su equipo 1−1 ante Real Garcilaso. El 23 de noviembre anotó un doblete a Universitario, el primer gol desde fuera del área y el segundo en el minuto 90+5. Su último partido de la temporada lo jugó ante Inti Gas con derrota 5−2. En el torneo Clausura, su equipo terminó quinto en la tabla con 23 puntos y él anotó 2 goles. Esa temporada, jugó 39 partidos, anotó 2 goles y dio 3 asistencias.

### Club Sport Huancayo
En la temporada 2015 su valor creció a $275 mil dólares cuando Peña fichó con Sport Huancayo por 2 temporadas. Debutó en el Torneo de verano ante Alianza Lima cuando su equipo ganó 3-1, fue amonestado con la cartulina amarilla en el minuto 70. Al partido siguiente ante Ayacucho FC su equipo ganó 2-1. Sin embargo, Peña recibió doble amarilla sin poder jugar la siguiente fecha ante Unión Comercio. El 6 de mayo debutó en el Apertura ante Cienciano en un empate 0-0. El 18 de julio dio una asistencia a Antonio Meza Cuadra ante Real Garcilaso, la primera de la temporada, y su equipo empató 1-1. El 22 de agosto anotó su primer gol de la temporada ante UTC en la victoria de su equipo 5-1. El 11 de septiembre del 2015 debutó en el Torneo Clausura ante FBC Melgar, solo jugó los primeros 45 minutos y fue sustituido por Johnny Vidales, además fue amonestado en el minuto 34. El 20 de septiembre anotó un gol y dio una asistencia a Johnny Vidales en la victoria 5-0 al Deportivo Municipal. El 27 de octubre del 2015 anotó un gol en la victoria de su equipo 2-0 ante Sport Loreto. El 5 de noviembre dio una asistencia a Blas López para sentenciar la victoria 5-3 ante Sporting Cristal. El 21 de noviembre, la antepenúltima fecha de Clausura, anotó un gol y asistió a Luis Perea cuando su equipo ganó 4-0 ante Alianza Atlético. El 29 de noviembre jugó su último partido de la temporada ante la Universidad Técnica de Cajamarca con derrota 2-0. Su equipo terminó sexto en la tabla, clasificando a la fase eliminatoria de la Copa Sudamericana del año siguiente, con 25 puntos. Él anotó 3 goles y dio 3 asistencias. Esa temporada, Peña jugó 32 partidos, anotó 4 goles y dio 4 asistencias. 
En la temporada 2016 debutó el 9 de febrero ante UTC y anotó su primer gol de la temporada con un tiro libre en el último minuto para el empate 2-2. El 23 de febrero anotó su segundo gol solamente 4 minutos después de que entró al campo sustituyendo a Cord Cleque ante Defensor La Bocana con victoria de su equipo 2-1. El 15 de mayo anotó un gol de tiro libre y dio dos asistencias, una a Víctor Balta y otra a Antonio Meza Cuadra, quien anotaría el 3-1 después de un pase preciso, su equipo le ganaría a Sporting Cristal por 3-1. El 22 de mayo dio una asistencia a Antonio Meza Cuadra después de una pelota parada para el 1-0 momentáneo, su equipo ganó 3-1 ante Juan Aurich. Su último partido del Torneo Descentralizado lo jugó ante la San Martín con derrota 2-0. Su equipo terminó el torneo con 46 puntos en cuarto puesto, Víctor Peña jugó 25 partidos, anotó 3 goles y dio 3 asistencias. En la primera fase de la Copa Sudamericana ante Deportivo Anzoátegui SC jugó solamente 5 minutos, ya que recibió tarjeta roja tras una falta, su club perdería 2-1. Sin embargo, el equipo clasificaría a la siguiente ronda, ya que en el partido de vuelta lo ganó 1-0 sumando un global de 2-2, Peña no jugó ese partido por la sanción del partido anterior. El 21 de agosto debutó en la Liguilla B de la Liga 1 ante Comerciantes Unidos y anotó un gol de tiro libre en el minuto 58 en el empate 1-1. El 15 de septiembre jugó el partido de vuelta de la segunda ronda de la Sudamericana, siendo este su último partido de la Copa ante el Club Sol de América de Paraguay, que fue un empate 1-1 dejando un global de 2-1. El 27 de septiembre dio una asistencia después de un centro a Manuel Corrales para el 3-0 con el que su equipo le ganó al Club Universidad San Martín de Porres quedando en el puesto 2. El 30 de octubre jugó ante Universitario, anotó el segundo gol del partido y tras ese hecho recibió una amarilla por la celebración, su equipo ganó 4-0. El 27 de noviembre jugó solamente 15 minutos en el último partido del torneo y de la temporada ante Alianza Lima porque fue reemplazado por Júnior Ross en el empate 1-1. Su equipo terminó cuarto en la tabla, clasificando a la fase eliminatoria de la Sudamericana del año siguiente, con 26 puntos. Él anotó 2 goles y dio 2 asistencias. Peña jugó 38 partidos esa temporada, marcando 5 goles y dando 5 asistencias. 
En la temporada 2017 debutó en el Torneo de Verano ante UTC de Cajamarca, ingresando en el minuto 64 por Julio Landauri en la victoria de su equipo por 2-1. El 1 de marzo jugó en el partido de ida de la primera ronda de la Copa Sudamericana ante Club Atlético Nacional Potosí de Bolivia en la derrota 3-1. El 14 de abril jugó su último partido del Torno de verano ante UTC entrando por Mauricio Montes en el minuto 81. El 10 de mayo jugó de local por el partido de vuelta ante Nacional de Potosí con victoria 2-1, pero el global de 4-3 no les favoreció. Peña debutó en el torneo Apertura el 9 de junio en el empate 1-1 ante UTC cuando sustituyó a Ronaldo Andía en el minuto 76. El 25 de junio del 2017 anotó un gol de zurda desde fuera del área para el único gol de su equipo en la victoria ante Universitario de 1-0. En el siguiente partido dio una asistencia a Carlos Preciado en la victoria 3-1. El 16 de julio anotó un gol en el empate 3-3 ante Alianza Lima en Matute. El 12 de agosto jugó su último partido de Apertura ante FBC Melgar, recibió una amarilla al minuto 43 y fue partícipe de la victoria 2-0 siendo sustituido por Roberto Guizasola en el minuto 85. En el Torneo Apertura, su equipo quedó en cuarto puesto con 26 puntos, él anotó 2 goles y dio 2 asistencias. El 20 de agosto debutó en el Torneo Clausura ante Sporting Cristal con una asistencia a Luis Trujillo en la victoria 2-1 de su equipo. El 21 de octubre volvió a asistir, esta vez a Mauricio Montes para ganarle 3-0 a Deportivo Municipal. El siguiente partido lo jugó ante Alianza Lima, anotó el primer gol del partido a los 10 minutos y asistió a Montes para el 3-2 momentáneo, su equipo ganó ese partido 4-2. Su último partido del torneo y de la temporada lo jugó ante FBC Melgar con derrota 4-0. Su equipo terminó séptimo en la tabla, clasificando a la fase eliminatoria de la Sudamericana del año siguiente, con 20 puntos, anotó 1 gol y dio 3 asistencias. Peña jugó 33 partidos esa temporada, anotó 3 goles y dio 5 asistencias. 
En la temporada 2018 renovó con el club por una temporada más, debutó el 5 de febrero en el Torneo de Verano ante Unión Comercio, fue amonestado en el minuto 39 y sustituido en el minuto 79 por Jonathan Sauñe en la victoria 3-2. El 16 de febrero debutó en el partido de ida de la primera ronda de la Copa Sudamericana ante la Unión Española de Chile en el empate 0-0, en ese partido sustituyó en el minuto 74 a Luis Trujillo. El 3 de marzo anotó su primer gol de la temporada ante Real Garcilaso por el Torneo de verano para la victoria 3-1. El 9 de marzo su equipo pasaría a la segunda ronda tras ganarle 3-0 a la Unión Española, Peña sustituyó a Charles Monsalvo en el minuto 66. El 16 de abril jugó su último partido del torneo ante Deportivo Municipal con victoria 2-1, solo jugó 1 minuto entrando por Moisés Velásquez. Su equipo terminaría primero del Grupo B del Torneo de verano con 27 puntos, Peña anotó 1 gol. Su club disputó la final de los play-offs con Peña de titular en el primer encuentro que finalizó 1-1 y fue reemplazado por Jairsinho Gonzales en el minuto 82. No disputó el segundo partido, ya que fue suplente en la derrota de su equipo 1-0, siendo el global de 2-1 para Sporting Cristal. El 19 de mayo debutó en el Torneo de verano ante Real Garcilaso en el empate 1-1 y jugó hasta el minuto 67 sustituido por Luis Trujillo. El 18 de julio disputó el partido de ida de la segunda ronda de la Copa Sudamericana ante Caracas FC de Venezuela de visita, su equipo perdió 2-0 y Peña ingreso en el minuto 86 por Sebastián Lojas. El 26 de julio jugó el partido de vuelta como local nuevamente con derrota, esta vez 4-3, dejando un global de 6-3. En ese partido Víctor Peña fue sustituido por Jairsinho Gonzales en el minuto 62. El 19 de agosto jugó su último partido de Apertura ante Alianza Lima en un empate 1-1 donde sustituyó a Rodrigo Colombo en el minuto 30. Su equipo terminó décimo en la tabla con 18 puntos, Peña jugó 11 partidos. El 11 de septiembre debutó ante Comerciantes Unidos con victoria 1-0. En el siguiente partido anotó un gol de cabeza ante FBC Melgar marcando el 2-1 momentáneo; sin embargo, concluyó en derrota de 3-2. El 25 de noviembre del 2018 jugó ante Deportivo Municipal, entrando en el minuto 59 por Waldir Calderón y dio una asistencia a Carlos Neumann para el último gol del partido, que terminó 2-0. Su equipo terminó en el decimocuarto puesto con 16 puntos, Peña anotó 1 gol y dio 1 asistencia. Jugó 35 partidos esa temporada, anotó 2 goles y dio 1 asistencia.
En la temporada 2019 debutó en el Torneo Apertura el 5 de marzo ante la Academia Cantolao con derrota 3-0 y Peña entró en el minuto 66 por Ricardo Salcedo. El 19 de abril debutó como titular en la Copa Sudamericana por el partido de vuelta de la primera ronda ante Montevideo Wanderers en el empate 1-1; sin embargo, quedó fuera de la competición tras el resultado global de 3-1 en contra. Su último partido de Apertura lo jugó ante Alianza Lima con derrota 3-0, en ese partido fue sustituido por José Carlos Fernández en el minuto 46. Su equipo terminó en el décimo puesto en el primer torneo del año (Apertura) con 24 puntos y Peña jugó 9 partidos. El  22 de junio del 2019 debutó en la primera edición de la Copa Bicentenario en el Grupo F ante Deportivo Municipal en la victoria 2-0 de su equipo, Peña entró en el minuto 64 por Carlos Ross. El 13 de julio debutó en el Torneo Clausura ante Sporting Cristal con derrota de su equipo por 3-0. En la Copa Bicentenario su equipo pasó con puntaje perfecto a los octavos de final, Peña fue titular ante Sport Loreto y asistió a Marcio Valverde para el último gol del partido que su equipo ganó 4-0 y se clasificó a los cuartos de final en donde Peña volvió a la titularidad nuevamente ante Deportivo Municipal y anotó el tercer gol del partido en la victoria 4-0 que los clasificó a las semifinales. En el partido de ida de las semifinales se enfrentó a la Academia Cantolao, pateó un córner a los 18 minutos para asistir a Neumann que remató de cabeza para el primer gol del partido, el cual finalizó 2-0 a favor de su equipo y Peña fue reemplazado en el minuto 80 por Daniel Morales. En el partido de vuelta jugó de titular sustituido en el minuto 87 por Koichi Aparicio en el empate 0-0 para pasar a la final. En la Final de la Copa Bicentenario jugó todo el partido ante Atlético Grau y los dos tiempos de 15 minutos que terminó en empate 0-0, tras este resultado se fueron a los penales donde su equipo perdió 4-3. El 24 de noviembre jugó su último partido ante Sport Boys con derrota 1-0, sustituyó a Jorge Bazán en el minuto 61. Su equipo terminó en el octavo puesto con 26 puntos, entrando en fase de eliminatoria de Copa Sudamericana, Peña no anotó ni un gol. Esa temporada jugó 32 partidos, anotó 1 gol y dio 2 asistencias.  
En la temporada 2020 debutó ante Atlético Grau reemplazando a Carlos Ross, que se lesionó en la victoria 2-0. El 11 de febrero debutó en la primera ronda ante Argentinos Juniors con un empate 1-1, en ese partido entró al minuto 73 por Marcio Valverde. El 16 de febrero dio su primera asistencia de la temporada a Carlos Neumann ante Deportivo Municipal con empate 1-1. El 22 de febrero  jugó su primer partido de titular como capitán del equipo ante Sporting Cristal en un 0-0, fue amonestado en el minuto 39. El 26 de febrero clasificó a la segunda ronda de la Copa Sudamericana tras empatar 0-0 con Argentino Juniors. El 2 de marzo dio una asistencia a Marcio Valverde ante Cusco FC para el 3-1 momentáneo, ya que terminó con victoria de 3-2. El 9 de octubre jugó su último partido del Apertura ante Deportivo Llacuabamba, su equipo ganó 2-0. Peña entró por Moisés Velásquez en el minuto 46 por cuestiones de táctica. Su equipo terminó en el segundo puesto de Apertura con 35 puntos, él generó 2 asistencias. El 23 de octubre debutó en el Torneo Clausura ante Deportivo Municipal como capitán del equipo en el empate 0-0. El 30 de octubre jugó su segundo partido como capitán en el Clausura, esta vez ante Sport Boys con derrota 3-2 y fue sustituido por Daniel Morales. El 3 de noviembre su equipo pasó a los octavos de final de la Copa Sudamericana tras ganarle al Liverpool FC el partido de vuelta 2-1 y con un resultado global de 3-2, en los dos partidos Peña fue suplente. El 16 de noviembre jugó ante Deportivo Llacuabamba en donde Peña anotó el gol del 4-1 momentáneo, el partido finalizó con victoria 4-3. El 26 de noviembre disputó el partido de ida de los octavos de final con su equipo ante Coquimbo Unido, reemplazando a Carlos Caraza en el minuto 79. En el partido de vuelta jugó en Lima, en donde sustituyó a Giancarlo Carmona en la derrota 2-0 de su equipo. El 28 de noviembre disputó su último partido del Torneo Clausura ante Alianza Lima en la victoria de 2-0, sustituyó a Carlos Caraza en el minuto 64, tras ese encuentro su equipo hizo descender a Alianza Lima a Segunda División. Su equipo terminó en el noveno puesto del Grupo B del Clausura con 9 puntos, Peña anotó 1 gol. Esa temporada jugó 29 partidos, marcó 1 gol y dio 2 asistencias.

### Club Alianza Universidad de Huánuco
En la temporada 2021 su valor creció a 300 mil dólares al fichar con el Club Alianza Universidad de Huánuco como refuerzo por una temporada. Es el cuarto refuerzo del club dirigido por Ronny Revollar que también incorporó a Jonathan Ávila, Renato Espinosa y Diego Manicero. Debutó en el Torneo Apertura el 15 de marzo ante Cusco FC, entrando por Damián Ísmodes. El 25 de mayo jugó su último partido de Apertura ante Alianza Lima de titular y fue sustituido por Juan Portilla en el minuto 83 en la derrota 2-0 en el Estadio Alberto Gallardo. Su equipo terminó en el sexto puesto del Grupo B del Torneo Apertura con 10 puntos, Peña jugó 5 partidos. Debido a su poca continuidad, su valor bajó a 250 mil euros. El 10 de junio del 2021 su equipo disputó la primera ronda de la Copa Bicentenario ante Unión Comercio y Peña fue suplente todo el partido, su equipo perdió 4-1. El 19 de julio debutó en el Torneo Clausura ante Deportivo Binacional que terminó en empate 1-1, Peña fue sustituido en el minuto 67 por Diego Manicero. El 24 de octubre jugó su último partido del Clausura ante la Universidad César Vallejo que terminó en derrota 3-1, Peña ingresó en el minuto 73 por Oscar Vílchez. El 30 de octubre no fue llamado para el encuentro por la última fecha de la Liga 1 ante Ayacucho FC, partido en que su equipo perdió la categoría. Su equipo terminó en el puesto decimoséptimo con 14 puntos y Peña jugó 6 partidos. Peña jugó 11 partidos esa temporada, no anotó goles ni dio asistencias, siendo una de sus temporadas más discretas de su carrera. Al terminar la temporada su valor disminuyó a unos 50 mil euros, actualmente es de alrededor de 200 mil euros.
Peña espera seguir demostrando su fútbol en la Primera División, lamentó el descenso con Alianza Universidad donde no tuvo mayores oportunidades ni con el entrenador Rony Revollar ni con Julio César Uribe. El 5 de diciembre jugó por el León de Huánuco para disputar un partido de exhibición, donde goleó por 4-1 al Club Atlético San Agustín, en la inauguración del Estadio Comunal Los Andes del centro poblado Huaychao en la localidad de Huayllay, Pasco. La directiva de la comunidad campesina le entregó el trofeo León de Huánuco, ya que fue el capitán del equipo. Resaltó que se siente agradecido con Huánuco por el cariño que le muestran los hinchas. También mencionó volver a tener la oportunidad de defender a Alianza Universidad o al León de Huánuco con el objetivo de tenerlos en primera división, considerando que son las dos instituciones deportivas más importantes del departamento.

## Estilo de juego
Peña es un jugador rápido, creativo, elegante y ágil, con una excelente habilidad técnica y un centro de gravedad medio. Es conocido por sus tiros potentes y precisos desde fuera del área y por su control cercano en espacios limitados,así como por su capacidad para vencer a los oponentes en situaciones de uno contra uno y proteger o sostener el balón para sus compañeros de equipo de espaldas a la portería. Debido a su posicionamiento y movimiento inteligente con el balón, se destaca en los contraataques. Fue un jugador trabajador, al que también se conocía por su resistencia y contribución defensiva sin el balón. Peña era capaz tanto de crear oportunidades para sus compañeros de equipo como de marcar goles él mismo, debido a su visión, pases y habilidad para lanzarse profundo y desmarcarse de otros jugadores, así como su balón potente y preciso. Habilidoso para patear tanto desde dentro como desde fuera del área. A pesar de su baja estatura, Peña también podía anotar con la cabeza, debido a su aceleración en distancias cortas y su capacidad ante los defensores dentro del área.
Al ser muy versátil, era capaz de jugar en cualquier posición ofensiva: comenzó su carrera jugando como mediocampista para el Deportivo Ingeniería, pero desde que llegó al León de Huánuco desempeñó una variedad de papeles en posiciones de ataque, tales como mediocampista ofensivo, desde las zonas laterales o incluso como un extremo invertido en el flanco derecho, donde era capaz de cortar al centro y hacer rizos a portería con su pie izquierdo más hábil. También, en ocasiones, tuvo un papel más decisivo en la creación de juego. Peña también era preciso en los tiros libres, creando goles magistrales.

## Estadísticas

### Carrera
En la tabla se detallan los goles, asistencias y partidos jugados en las distintas competiciones nacionales e internacionales oficiales:
 Actualizado al último partido jugado el 24 de octubre de 2021.
| Club                       | Div.          | Temporada     | Liga  | Liga  | Liga   | Copas | Copas | Copas  | Internacional | Internacional | Internacional | Total | Total | Total  |
| Club                       | Div.          | Temporada     | Part. | Goles | Asist. | Part. | Goles | Asist. | Part.         | Goles         | Asist.        | Part. | Goles | Asist. |
| -------------------------- | ------------- | ------------- | ----- | ----- | ------ | ----- | ----- | ------ | ------------- | ------------- | ------------- | ----- | ----- | ------ |
| León de Huánuco Perú       | 1.ª           | 2010          | 41    | 3     | 4      | -     | -     | -      | -             | -             | -             | 41    | 3     | 4      |
| León de Huánuco Perú       | 1.ª           | 2011          | 29    | 3     | -      | -     | -     | -      | 5             | -             | 1             | 34    | 3     | 1      |
| León de Huánuco Perú       | 1.ª           | 2012          | 7     | -     | -      | -     | -     | -      | 2             | -             | -             | 9     | -     | -      |
| León de Huánuco Perú       | 1.ª           | 2013          | 33    | 1     | 1      | -     | -     | -      | -             | -             | -             | 33    | 1     | 1      |
| León de Huánuco Perú       | 1.ª           | 2014          | 39    | 2     | 3      | -     | -     | -      | -             | -             | -             | 39    | 2     | 3      |
| León de Huánuco Perú       | Total club    | Total club    | 149   | 9     | 8      | -     | -     | -      | 7             | -             | 1             | 156   | 9     | 9      |
| Sport Huancayo Perú        | 1.ª           | 2015          | 32    | 4     | 4      | -     | -     | -      | -             | -             | -             | 32    | 4     | 4      |
| Sport Huancayo Perú        | 1.ª           | 2016          | 35    | 5     | 5      | -     | -     | -      | 3             | -             | -             | 38    | 5     | 5      |
| Sport Huancayo Perú        | 1.ª           | 2017          | 31    | 3     | 4      | -     | -     | -      | 2             | -             | 1             | 33    | 3     | 5      |
| Sport Huancayo Perú        | 1.ª           | 2018          | 31    | 2     | 1      | -     | -     | -      | 4             | -             | -             | 35    | 2     | 1      |
| Sport Huancayo Perú        | 1.ª           | 2019          | 24    | -     | -      | 7     | 1     | 2      | 1             | -             | -             | 32    | 1     | 2      |
| Sport Huancayo Perú        | 1.ª           | 2020          | 25    | 1     | 2      | -     | -     | -      | 4             | -             | -             | 29    | 1     | 2      |
| Sport Huancayo Perú        | Total club    | Total club    | 178   | 15    | 16     | 7     | 1     | 2      | 14            | -             | 1             | 199   | 16    | 19     |
| 'Alianza Universidad' Perú | 1.ª           | 2021          | 11    | -     | -      | -     | -     | -      | -             | -             | -             | 11    | -     | -      |
| 'Alianza Universidad' Perú | Total club    | Total club    | 11    | -     | -      | -     | -     | -      | -             | -             | -             | 11    | -     | -      |
| Total carrera              | Total carrera | Total carrera | 338   | 24    | 24     | 7     | 1     | 2      | 21            | -             | 2             | 366   | 25    | 28     |